# Delairea odorata
L'Edera del Capo  (nome scientifico Delairea odorata  Lem., 1844) è una specie di pianta angiosperma dicotiledone della famiglia delle Asteraceae (sottofamiglia Asteroideae).

## Etimologia
Il nome generico (Delairea) è stato dato in onore di Dom. E. Delaire (1810 - 1856), botanico francese e capo giardiniere presso i Giardini Botanici di Orleans, che per primo ha fornito un esemplare del genere Delairea al botanico Lemaire. L'epiteto specifico (odorata) indica una pianta profumata.
Il nome scientifico del genere è stato definito dal botanico Charles Lemaire (1801-1871) nella pubblicazione " Annales des Sciences Naturelles; Botanique" ( Ann. Sci. Nat., Bot. sér. 3, 1: 380) del 1844.

## Descrizione

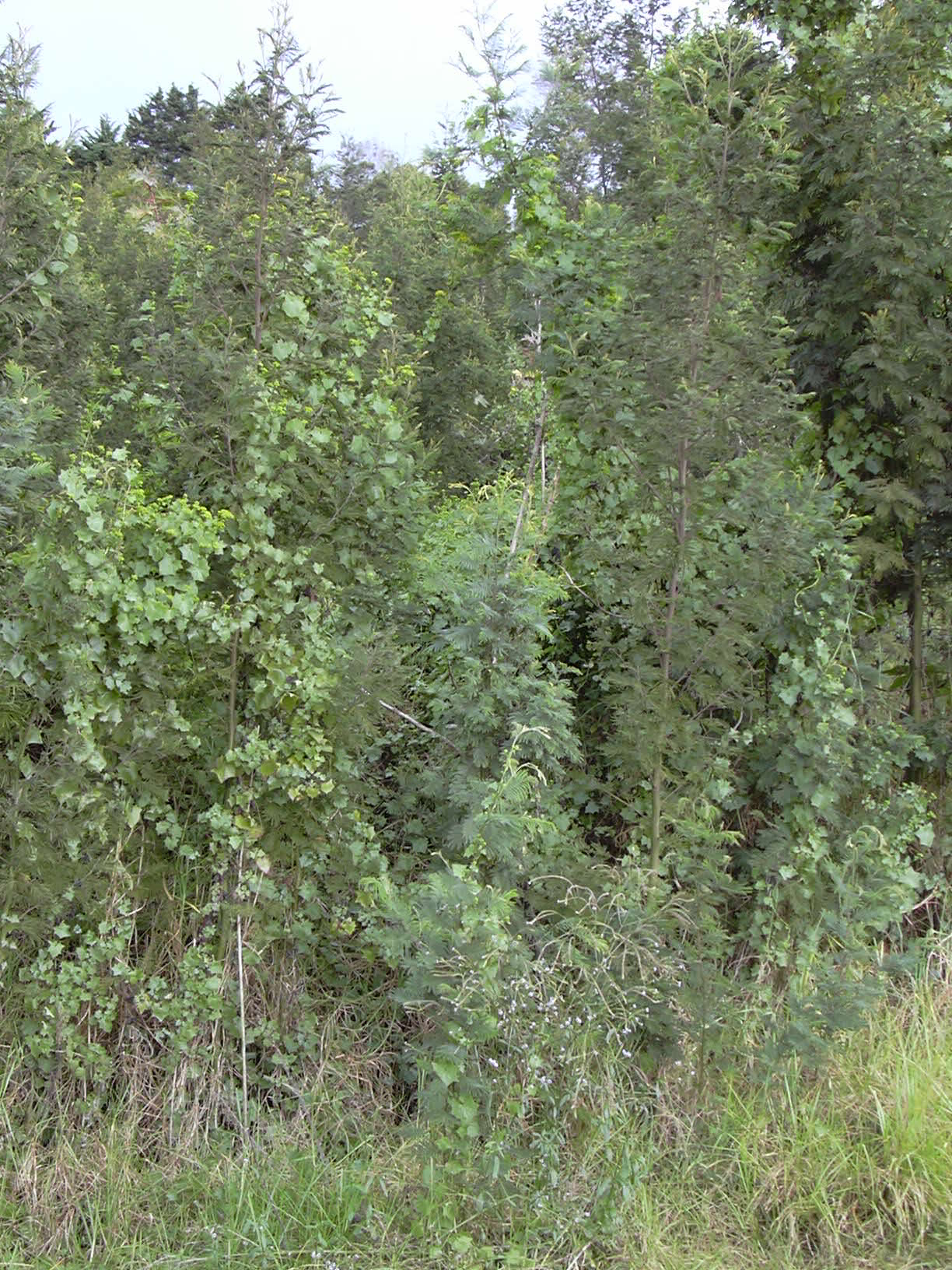
Il portamento

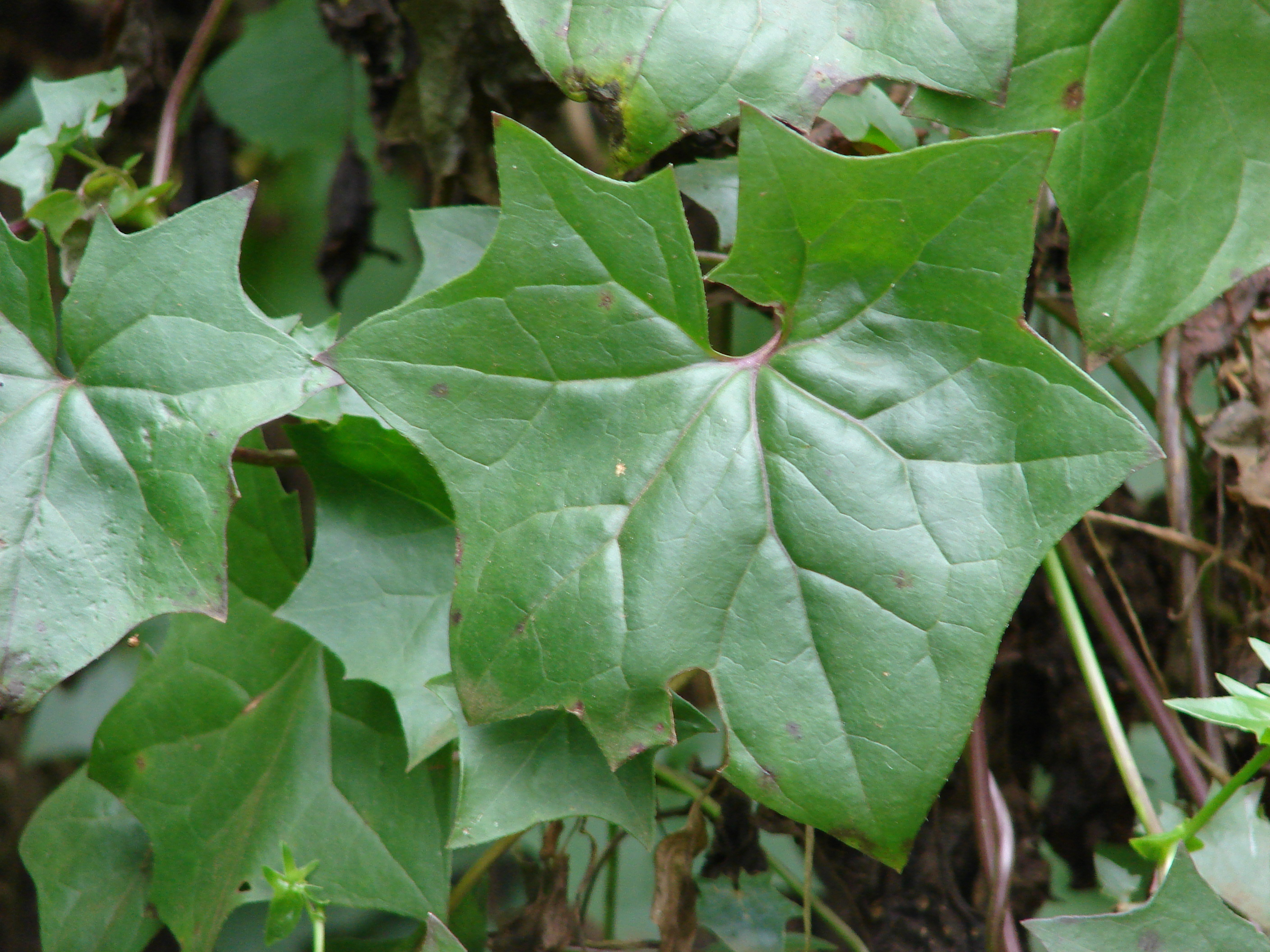
Le foglie

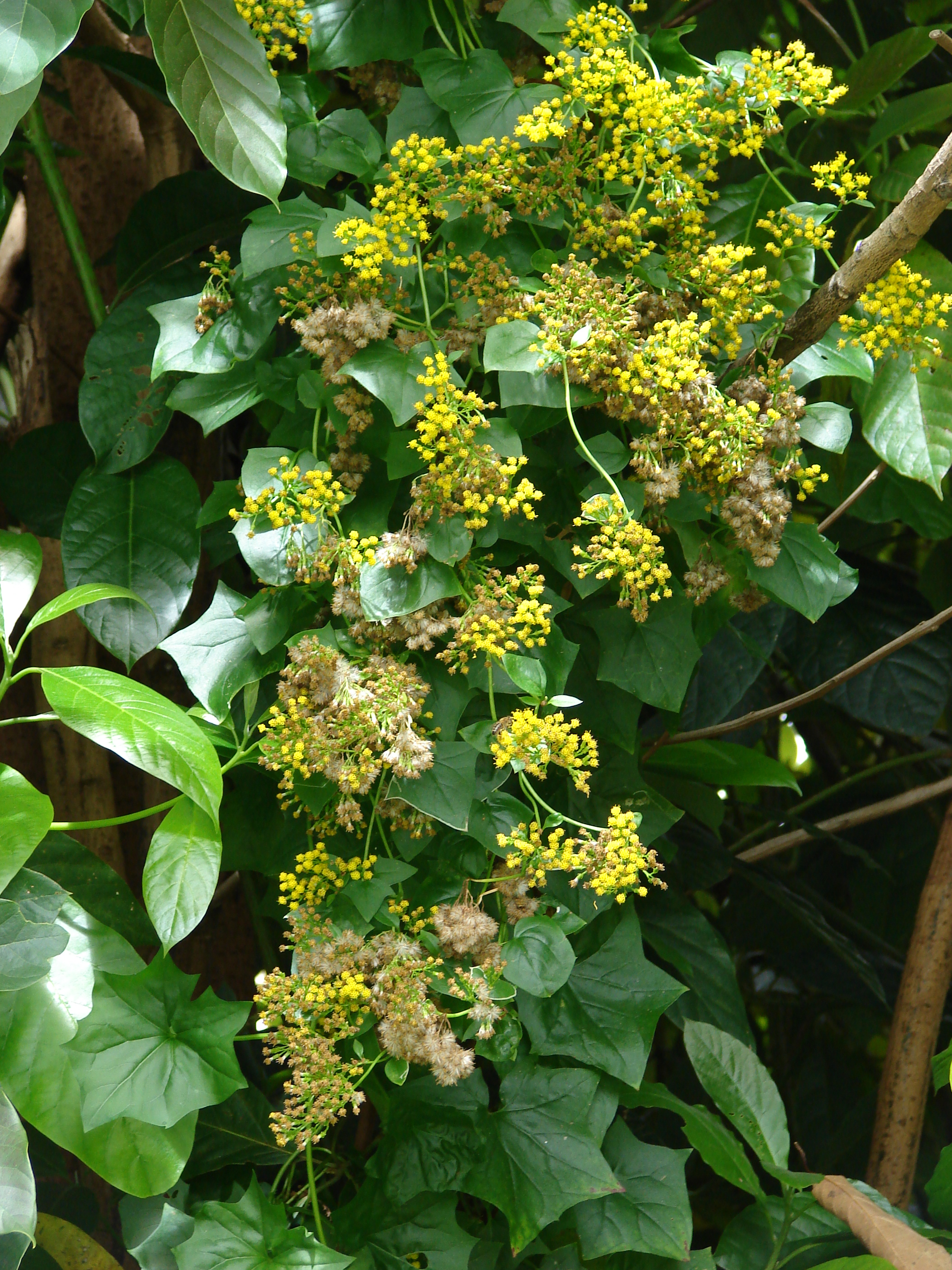
Infiorescenza

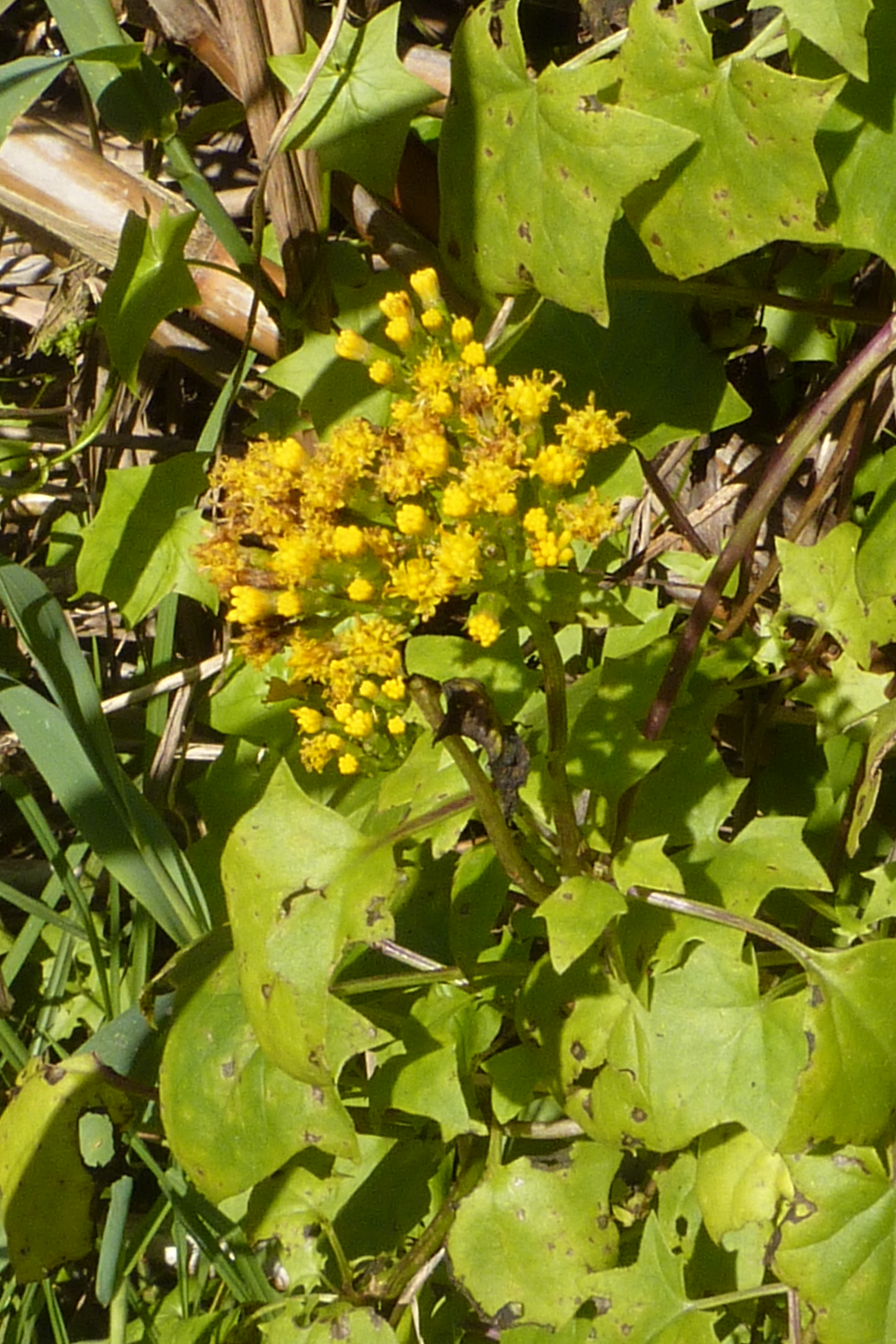
I fiori

Habitus. Delairea odorata ha un habitus erbaceo perenne, glabro e succulente tipo vite. La forma biologica è camefita fruticosa (Ch frut), sono piante perenni e legnose (hanno un aspetto arbustivo), con gemme svernanti poste ad un'altezza dal suolo. Queste piante raggiungono al massimo 3 - 6 dm di sviluppo.
Radici. Le radici in genere sono secondarie da rizoma e possono essere fibrose. I rizomi sono striscianti e legnosi.
Fusto. La parte aerea è strisciante e rampicante con rami intrecciati.
Foglie. Le foglie sempreverdi sono cauline disposte in modo alternato; sono picciolate; la forma della lamina è intera a forma cordato-cuoriforme bilobata alla base; i margini sono interi o dentati o seghettati; la consistenza della foglia è carnosa e succulenta; la superficie è glabra con venature palmate. Lunghezza delle foglie: 3 – 10 cm.
Infiorescenza. Le sinflorescenze sono composte da 20 - 40 capolini organizzati in dense pannocchie ascellari o terminali. Le infiorescenze vere e proprie sono formate da un capolino di tipo discoide peduncolato. Alla base dell'involucro è presente un calice formato da 2 - 4 brattee fogliacee. I capolini sono formati da un involucro, con forme cilindriche, composto da diverse brattee, al cui interno un ricettacolo fa da base ai fiori tubulosi. Le brattee, poche e persistenti, sono disposte in modo embricato di su una serie e possono essere connate alla base; la forma è lanceolata con margini scariosi. Il ricettacolo è nudo (senza pagliette a protezione della base dei fiori); la forma è convessa e a volte è alveolato. Diametro del capolino: 5 – 7 mm; diametro dell'involucro: 3 – 4 mm.
Fiori.  I fiori (più o meno 5) sono tetra-ciclici (formati cioè da 4 verticilli: calice – corolla – androceo – gineceo) e pentameri (calice e corolla formati da 5 elementi). Sono inoltre ermafroditi, tubulosi e actinomorfi.
- Formula fiorale:

*/x K {\displaystyle \infty }, [C (5), A (5)], G 2 (infero), achenio
- Calice: i sepali del calice sono ridotti ad una coroncina di squame.
- Corolla: nella parte inferiore i petali della corolla sono saldati insieme e formano un tubo. In particolare le corolle dei fiori del disco centrale (tubulosi) terminano con delle fauci dilatate a raggiera con cinque lobi. I lobi possono avere una forma da deltoide a triangolare-ovata. Il colore delle corolle è giallo.
- Androceo: gli stami sono 5 con dei filamenti liberi. La parte basale del collare dei filamenti può essere dilatata. Le antere invece sono saldate fra di loro e formano un manicotto che circonda lo stilo. Le antere sono provviste di coda; a volte sono presenti delle appendici apicali che possono avere varie forme (principalmente lanceolate). La struttura delle antere è di tipo tetrasporangiato, raramente sono bisporangiate. Il tessuto endoteciale è radiale o polarizzato. Il polline è tricolporato (tipo "helianthoid").[14]
- Gineceo: lo stilo è biforcato con due stigmi nella parte apicale. Gli stigmi sono troncati o ottusi; possono avere un ciuffo di peli radicali o in posizione centrale; possono inoltre essere ricoperti da minute papille; altre volte i peli sono di tipo penicillato. Le superfici stigmatiche sono separate o parzialmente confluenti, oppure continue.  L'ovario è infero uniloculare formato da 2 carpelli.
- Antesi: da agosto a ottobre.

Frutti. I frutti sono degli acheni con pappo. La forma degli acheni è oblunga; la superficie è percorsa da 5 coste longitudinali ed è glabra. Possono essere presenti delle ali o degli ispessimenti marginali. Non sempre il carpoforo è distinguibile. Il colore del frutto può essere nero o bruno. Il pappo, caduco, è formato da 40 - 60 setole bianche snelle, fragili e barbate.

## Biologia
Impollinazione: l'impollinazione avviene tramite insetti (impollinazione entomogama tramite farfalle diurne e notturne).
Riproduzione: la fecondazione avviene fondamentalmente tramite l'impollinazione dei fiori (vedi sopra).
Dispersione: i semi (gli acheni) cadendo a terra sono successivamente dispersi soprattutto da insetti tipo formiche (disseminazione mirmecoria). In questo tipo di piante avviene anche un altro tipo di dispersione: zoocoria. Infatti gli uncini delle brattee dell'involucro (se presenti) si agganciano ai peli degli animali di passaggio disperdendo così anche su lunghe distanze i semi della pianta. Inoltre per merito del pappo il vento può trasportare i semi anche a distanza di alcuni chilometri (disseminazione anemocora).

## Distribuzione e habitat
Geoelemento: il tipo corologico (area di origine) è Sudafricano.
Distribuzione: in Italia questa specie si trova al Cenro e al Sud. Fuori dall'Italia ha una distribuzione discontinua-cosmopolita.
Habitat: l'habitat preferito per queste piante sono i muri.
Distribuzione altitudinale: sui rilievi alpini, in Italia, queste piante si possono trovare fino a 800 m s.l.m..

## Tassonomia
La famiglia di appartenenza di questa voce (Asteraceae o Compositae, nomen conservandum) probabilmente originaria del Sud America, è la più numerosa del mondo vegetale, comprende oltre 23.000 specie distribuite su 1.535 generi, oppure 22.750 specie e 1.530 generi secondo altre fonti (una delle checklist più aggiornata elenca fino a 1.679 generi). La famiglia attualmente (2021) è divisa in 16 sottofamiglie; la sottofamiglia Asteroideae è una di queste e rappresenta l'evoluzione più recente di tutta la famiglia.

### Filogenesi
Il genere di questa voce appartiene alla sottotribù Senecioninae della tribù Senecioneae (una delle 21 tribù della sottofamiglia Asteroideae). In base ai dati filogenetici la sottotribù, all'interno della tribù, occupa il "core" della tribù e insieme alla sottotribù Othonninae forma un "gruppo fratello".
I seguenti caratteri sono indicativi per la sottotribù:
- il portamento è molto vario (erbe, arbusti, liane, epifite, alberelli o alberi);
- le foglie sono sia basali che cauline disposte in modo alternato;
- sono presenti capolini sia radiati, disciformi o discoidi;
- le antere sono tetrasporangiate, raramente bisporangiate.

La struttura della sottotribù è molto complessa e articolata (è la più numerosa della tribù con oltre 1.200 specie distribuite su un centinaio di generi) e al suo interno sono raccolti molti sottogruppi caratteristici le cui analisi sono ancora da completare. Il genere di questa voce, all'interno della sottotribù, fa parte della "Alleanza Curio", insieme alle specie del genere Curio, del genere Brachyrhynchos Less. (considerato sinonimo di Senecio) e alcune altre specie segregate dal genere polifiletico Senecio.
I caratteri distintivi per la specie di questa voce sono:
- il portamento è del tipo subsucculento;
- la venatura delle foglie è palmata;
- i capolini sono discoidi (solamente fiori tubulosi) e con un diametro di 5 - 7 mm;
- le brattee esterne sono 2 - 4.

Il numero cromosomico della specie è: 2n = 20 .

### Sinonimi
La specie di questa voce, in altri testi, può essere chiamato con nomi diversi. L'elenco che segue indica alcuni tra i sinonimi più frequenti:
- Senecio mikanioides Otto ex Walp., 1845
- Senecio scandens DC., 1838

### Specie simili
La specie Delairea odorata è simile alle specie del genere Senecio con foglie a venatura palmata, ma si distingue per il capolino più piccolo, i fiori solamente tubulosi e poche brattee nel calice esterno.